# Телеканалы Эстонии
Помимо двух общественных телеканалов ETV1 (существует также HD-версия) и ETV2, по всей Эстонии транслируются коммерческий канал Kanal 2, развлекательный канал TV3, Таллинский телеканал Tallinna TV, международный телеканала France 24 English, тестовый канал (TEST).

## Телевидение
Телеканалы, вещающие на эстонском языке, направляется в цифровой сетях спутникового и кабельного телевидения

### Телеканалы, вещающие на эстонском языке
- TV6 — частный развлекательный телеканал
- ETV — общественно-правовой телеканал.
- TV3 — частный телеканал
- Kanal 11 — частный женский телеканал
- Kanal 12 — частный мужской телеканал фильмов, имеет свой тестовый канал «TEST».
- Kanal 2 — частный телеканал.
- ETV2 — общественно-правовой телеканал.
- TTV — таллинское городское телевидение.
- Neljas («Четвёртый») - имеет передачи различных жанров
- Alo TV — музыкальный канал классической эстонской музыки;
- Fox Life и Fox Crime Estonia — телеканалы на базе американских каналов Fox Crime и Fox Life;
- Tallinna TV — таллинский телеканал, транслируется по всей Эстонии, имеет свою HD-версию;
- Sony и E!Entertainment TV Estonia — телеканалы на базе американских каналов Sony Entertaiment и E!Entertaiment;
- 4 и 5 Multimania — детские телеканалы из Латвии, вещание на латышском, литовском, эстонском и русском языках;
- Lolo TV — чисто эстонский вариант 4 и 5 Multimania, вещание на эстонском и русском языках;
- TV10 — небольшой спортивный телеканал Эстонии;
- TV1000 Eesti — создан на основе телеканала TV1000 и адаптирован под Эстонию;
- Seitse — музыкальный телеканал.
- Musakanal — музыкальный телеканал, дочерний «SEITSE»[148];
- Kinnisvara TV — телеканал недвижимости
- Nickelodeon Global — детский телеканал

### Телеканалы, вещающие на русском языке
- 3+ — развлекательный телеканал, находящийся во владении медиахолдинга «TV3 Group». Основную часть эфирного времени занимают сериалы и передачи российских каналов СТС, ТНТ и ТВ3.
- ETV+ — общественно-правовой телеканал Эстонского телерадиовещания (ERR), вещающий на русском языке. Телеканал начал вещание 28 сентября 2015 года. Основную часть утреннего и вечернего эфира занимают передачи собственного производства.
- TVN — телеканал, транслирующий множество передач разных жанров из Эстонии, а также документальные фильмы, концерты и советский кинематограф.
- ORSENT TV — телеканал вещает, в основном, программы из Эстонии и фильмы советского производства. Имеется особая программа ВТВ, где транслируются некоторые программы из России и Беларуси.
- ПБК — телеканал, созданный на базе латвийского «Первого Балтийского канала». Телеканал транслирует как передачи из Эстонии, так и российские программы.
- REN TV Estonia — телеканал на базе латвийского телеканала «REN TV Baltic», адаптированный под Эстонию. Основное содержание составляют программы из России.
- СТС Estonia — эстонская версия телеканала СТС International.
- NTV Mir Estonia — ретрансляция телеканала «НТВ Мир» с эстонской рекламой.
- LIFE TV — семейный и христианский телеканал. Спутник Hot-Bird 13b, кабельные сети, IPTV, интернет online. Вещание на русском и эстонском языках.

## Радиостанции
Вещающие на эстонском языке, направляются русскоязычные радиостанции.

### Радиостанции, вещающие на эстонском языке
- Эстонское радио - структура, являющаяся подразделением Эстонской общественной телерадиовещательной корпорации и объединяющая несколько радиоканалов:
  - Vikerraadio — самая популярная эстонская радиостанция, фактически — главная радиостанция Эстонии;
  - Raadio 2 — новости, музыка и др;
  - Klassikaraadio — классическая музыка;
  - Raadio Tallinn — таллинская радиостанция, транслирующая выпуски новостей, музыкальные передачи, а также ретранслирующая передачи зарубежных радиостанций BBC, Deutsche Welle и RFI;
- Kuku Raadio - одна из первых коммерческих радиостанций в Эстонии;
- Sky Plus - музыка, новости, информация о состоянии дорожного движения, радиовикторины (основана в 1997 году; рейтинг — 173 000 слушателей в неделю[158][159]);
- Tartu Raadio — радиостанция, вещающая в городе Тарту;
- Rock FM - музыка, новости, радиошоу, позиционирует себя рок-радиостанцией;
- Raadio 3 - новости, музыка и др.;
- Raadio Elmar — музыка в формате Adult Contemporary;
- Power Hit Radio — TOP-музыка;
- Energy FM/NRJ — TOP-музыка, продолжает работать онлайн/через интернет.;
- Kiss FM — TOP-музыка, заменило Energy FM/NRJ на FM-частотах.;
- Retro FM — музыка в формате Gold Retro (70-х, 80-х, 90-х, 00-х годов);
- Parnu Raadio — радиостанция города Пярну (вещается только в городе Пярну и окрестностях);
- Raadio Elmar - музыка, новости и др.;
- Star FM - музыка, новости и др.;
- Ring FM - музыка, новости и др.;
- Raadio Duo 16 мая 2024г. стал заменителем DFM на эстонском языке, музыка, новости и др.

### Радиостанции, вещающие на русском языке
- Raadio 4 - 188 000 слушателей в неделю (вещает по всей территории Эстонии, в Таллине на частоте 94,5 MHz FM, в Тарту — 94,4, в обоих уездах Вирумаа — 95,3, в Пярну — 94,8, в Нарве — на частоте 100,9). Передачи «Радио 4» Эстонского радио можно также слушать в Финляндии, России, Латвии и Швеции. Единственное русскоязычное радио с акцентом на разговорные программы[161], а также ретранслирующее передачи зарубежной радиостанции «Радио Свобода».
- Super Радио (Эстония) (Ранее: Русское Радио) - 186 000 слушателей в неделю (вещает на частоте 90,6 FM в Таллине, в Нарве и Йыхви — на частоте 103,6 FM, в Раквере — на 99,2 FM, в Тарту — на 101,2 FM, и в Кивиыли — на 89,5 FM.)
- SKY Радио — 145 000 слушателей в неделю (Таллин — 98,4 FM, Кохтла-Ярве — 102,1 FM, Нарва — 107,9 FM, и Раквере — 93,8 FM.)
- Народное радио — 108 000 слушателей в неделю (в Таллине и Нарве — 100,0 MHz, в Кохтла-Ярве и Йыхви — 96,3 MHz, радиостанция закончила радиовещание 25 октября 2024г. в 19:00, продолжает своё вещание онлайн/через интернет, частоты перешли новой радиостанции Радио Maximum(Эстония).) P.S. в данный момент через суд пытаются вернуть частоты, вещают на «временной частоте» с 28 ноября 2024г. в Таллине — 99,3 FM
- DFM (Российская радиостанция) — 45 000 слушателей в неделю (вещало в Таллине и окрестностях 90,2 FM, последний день вещания — 16 мая 2024г.)
- Юмор FM — вещает в Таллине на частоте 104,9 MHz FM(прекратило радиовещание 16 октября 2024г., продолжает работать онлайн/через интернет, частота перешла украинской радиостанции DRUZI)
- Star FM+(Ранее:Радио Волна) - (вещает в Таллине на частоте — 107,1 FM, в Йыхви на 106,9 FM, и в Нарве на — 89,0 FM.)
- Семейное радио Эли/Голос Надежды/Трансмировое радио (частота вещания 1035 СВ) — вещание из города Тарту
- Радио Maximum(Эстония) — вещает с 17 октября 2024г. в Таллинне и Нарве на 100,0 FM, и в Йыхви и Кохтла-Ярве на 96,3 FM, заменило Народное Радио.